# Evangelisch-lutherische Landeskirche in Braunschweig
Die Evangelisch-lutherische Landeskirche in Braunschweig (bis 1970 Braunschweigische evangelisch-lutherische Landeskirche) ist eine von 20 Gliedkirchen (Landeskirchen) der Evangelischen Kirche in Deutschland (EKD). Wie alle Landeskirchen ist sie eine Körperschaft des öffentlichen Rechts. Sie hat ihren Sitz in Wolfenbüttel.
Sie ist ferner Mitglied der Vereinigten Evangelisch-Lutherischen Kirche Deutschlands (VELKD), des Lutherischen Weltbundes und des Ökumenischen Rates der Kirchen. Auf regionaler Ebene gehört sie zur Konföderation evangelischer Kirchen in Niedersachsen.
Der Kirche gehören 293.981 Gemeindeglieder (Stand: 2022) in 270 Kirchengemeinden an, die in zwölf Propsteien zusammengefasst sind. Hauptkirche ist als Hauptpredigtstätte des Landesbischofs und als selbständige Stiftung der Landeskirche der Braunschweiger Dom St. Blasii (Art. 72 Kirchenverfassung). Eine weitere bedeutende Kirche ist die Wolfenbütteler Marienkirche, die in früheren Jahrhunderten als Sitz des Obersten Generalsuperintendenten („Generalissimus Superintendens“) die wichtigste Kirche des Herzogtums war. Insgesamt unterhält die Landeskirche 394 Kirchen und Kapellen.

## Gebiet der Landeskirche
Das Gebiet der Evangelisch-lutherischen Landeskirche in Braunschweig umfasst den Hauptteil des ehemaligen Freistaates Braunschweig, der bis 1946 bestand und danach im Land Niedersachsen aufging. Die braunschweigischen Gebietsteile um Blankenburg im Harz und Calvörde wurden seinerzeit dem Land Sachsen-Anhalt und damit später der DDR zugeordnet, deswegen später von der braunschweigischen Landeskirche getrennt, aber nach der deutschen Wiedervereinigung 1992 zurückgegliedert.
Bereits 1941 war das Gebiet des Landes Braunschweig und in der Folge auch das Gebiet der Landeskirche Braunschweig verändert worden: Durch den Gebietstausch mit der preußischen Provinz Hannover wurde die Gründung der braunschweigischen Stadt Salzgitter ermöglicht, und dem Land Braunschweig wurden die Stadt Goslar mit ihrer Umgebung im Vorharz zugeschlagen. Der Provinz Hannover hingegen wurde der zuvor braunschweigische Weserkreis um Holzminden zugeschlagen. Auch die Grenzveränderungen gegenüber der Provinz Sachsen – vor allem Abgabe von Hessen am Fallstein, Zugewinn von Hornburg – wurden von der Landeskirche mitvollzogen.
Seit 1976 gehören die ehemals braunschweigischen Gemeinden Lunsen und Thedinghausen, die eine weit entfernte Exklave gebildet hatten, nach fast 300 Jahren zur Landeskirche Hannover. Die Gemeinden waren 1679 von der bremischen an die braunschweigische Kirche gekommen.
Auf die heutige Verwaltungsgliederung in den Ländern Niedersachsen und Sachsen-Anhalt bezogen, umfasst die Evangelisch-lutherische Landeskirche in Braunschweig folgende Gebiete:
- vom Land Niedersachsen
  - den ehemaligen Regierungsbezirk Braunschweig ohne Teile der Stadt Wolfsburg und der Landkreise Gifhorn, Goslar, Göttingen, Northeim und Peine
  - vom ehemaligen Regierungsbezirk Hannover Teile der Landkreise Hildesheim und Holzminden
- vom Land Sachsen-Anhalt den Raum Blankenburg im Harz im Landkreis Harz und den Raum Calvörde nördlich im Landkreis Börde/Altmarkkreis Salzwedel

## Geschichte
Die Geschichte der Landeskirche ist untrennbar mit der Geschichte des Landes Braunschweig verbunden, das aus dem Fürstentum Braunschweig-Wolfenbüttel hervorging, einem kleineren Teil des Herzogtums Braunschweig-Lüneburg, dessen größerer Teil zum Kurfürstentum Braunschweig-Lüneburg und schließlich zum Königreich Hannover wurde. Aus dem Fürstentum Braunschweig-Wolfenbüttel wurde 1814 das Herzogtum Braunschweig.
Nach mehreren Versuchen hatte das Fürstentum Braunschweig-Wolfenbüttel 1568 endgültig die Reformation nach lutherischem Vorbild eingeführt, und 1569 erhielt das Land eine erste Kirchenordnung. Zuvor gehörte das Gebiet kirchlich meist zu den Bistümern Hildesheim und Halberstadt. Große Bedeutung für das Land Braunschweig hatte die von Herzog Julius (1528–1589), Fürst von Braunschweig-Wolfenbüttel, gegründete welfische Universität Helmstedt (Academia Julia oder Academia Julia Carolina oder academia helmstadiensis), die von 1576 bis 1810 bestand und zugleich die erste protestantische Neugründung einer Universität in Norddeutschland war.
Im 16. Jahrhundert wurde das Fürstentum Braunschweig-Wolfenbüttel erweitert um Teile des Hochstifts Hildesheim sowie um die Fürstentümer Göttingen und Calenberg sowie um die Grafschaft Blankenburg. Nach Aussterben der Wolfenbütteler Linie 1634 kamen die verbleibenden aus 3 getrennten Teilen bestehenden Lande an die Linie Lüneburg-Dannenberg. 1704 wurden auch andere Bekenntnisse, wie die inzwischen bestehende reformierte Gemeinde sowie wieder neu entstandene katholische Gemeinden, toleriert. 1754 wurde die Residenz von Wolfenbüttel nach Braunschweig verlegt.

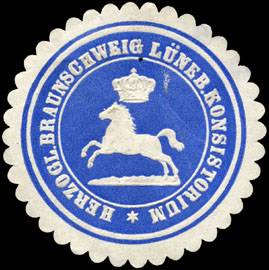
Siegelmarke des Herzoglich Braunschweig-Lüneburgischen Konsistoriums

Nach dem Reichsdeputationshauptschluss 1803 wurde das Land nochmals vergrößert. 1807 wurde es dem Königreich Westphalen zugeschlagen. 1814 wurde Braunschweig-Wolfenbüttel als Herzogtum Braunschweig wiederhergestellt. Im Jahre 1815 trat es dem Deutschen Bund bei, 1871 wurde es ein Gliedstaat des Deutschen Reiches. Oberhaupt der Kirche im Herzogtum Braunschweig war der jeweilige Herzog als summus episcopus. Die Verwaltung der Kirche oblag dem Konsistorium in Wolfenbüttel.
Unter dem herzoglichen Konsistorium bestanden seit 1830 sechs Generalinspektionen (Kirchenkreise), die jeweils von einem Generalsuperintendenten geleitet wurden, sowie die Parochie Thedinghausen. Die Generalinspektion Wolfenbüttel umfasste sieben Specialinspektionen, die Stadtinspektion Wolfenbüttel und die Inspektionen Schöppenstedt, Biewende, Ahlum, Thiede, Lichtenberg und Barum. Die Generalinspektion Braunschweig bestand aus der Stadt- und Landinspektion Braunschweig und den Inspektionen Timmerlah, Campen, Querum und Wendeburg. Die Generalinspektion Helmstedt erstreckte ihre geistliche Aufsicht über die Stadtinspektion Helmstedt und die Inspektionen Wolsdorf, Königslutter, Vorsfelde, Velpke, Calvörde, Schöningen und Jerrheim. Die Generalinspektion Gandersheim umfasste die Stadtinspektion Gandersheim und die Inspektionen Gandersheim, Greene, Seesen, Gittelde und Ostharingen. Die Generalinspektion Holzminden erstreckte sich über die Stadtinspektion Holzminden und die Inspektionen Stadtoldendorf, Vevern und Heyen. Die Generalinspektion Blankenburg bestand aus den Inspektionen Blankenburg, Hasselfelde und Walkenried. Die Parochie Thedinghausen, die ganz von hannoverschem Gebiet umschlossen war und zu keiner dieser Generalinspektionen gehörte, bestand nur aus zwei Pfarren. Ab 1886 bestanden die beiden Generalinspektionen in Gandersheim und Holzminden zwar weiter selbständig nebeneinander, sollten aber von ein und demselben Generalsuperintendenten geleitet werden. Dienstsitz wurde Gandersheim.
Mit der Abdankung Herzog Ernst Augusts am 8. November 1918 und damit dem Wegfall des Landesherrlichen Kirchenregiments wurde die Braunschweigische Landeskirche selbständig und erhielt am 6. Januar 1922 eine neue Verfassung. Seither steht an der Spitze der Landeskirche der Landesbischof. Das Konsistorium wurde zum Landeskirchenamt. Träger der Kirchengewalt ist der neu eingerichtete Landeskirchentag, der den Landesbischof, die Mitglieder der Kirchenregierung sowie die Mitglieder des Kollegiums des Landeskirchenamts wählt.
Nach dem Zweiten Weltkrieg war die Evangelisch-lutherische Landeskirche in Braunschweig Gründungsmitglied der Evangelischen Kirche in Deutschland (EKD) und der Vereinigten Evangelisch-Lutherischen Kirche Deutschlands (VELKD). 1968 wurde durch einen Beschluss der Synode die Ordination von Pfarrerinnen ermöglicht. 1971 schloss sie sich der neu gegründeten Konföderation evangelischer Kirchen in Niedersachsen an.

### Präsidenten des Landeskonsistoriums
- 1885–1895: Karl von Schmidt-Phiseldeck (1835–1895)
- 1896–1906: Gustav Spies
- 1906–1923: Friedrich Sievers, 1921–1923 zugleich Vorsitzender der vorläufigen Kirchenregierung

## Leitung der Landeskirche
Die Leitungsorgane der Landeskirche sind die Landessynode, die Kirchenregierung, der Landesbischof und das Landeskirchenamt.

### Landessynode
Als oberstes Leitungsgremium hat die Landeskirche eine Landessynode. Deren Mitglieder, die Synodalen, werden überwiegend von den Propsteien gewählt, einige auch von der Kirchenregierung berufen. Ihr Vorsitzender ist der Präsident der Synode, derzeit Peter Abramowski. Die Synode tagt etwa zweimal im Jahr. Ihre Aufgaben ähneln denen politischer Parlamente.

### Kirchenregierung
Die Kirchenregierung besteht neben dem Landesbischof als Vorsitzendem aus einem nichtordinierten Mitglied des Landeskirchenamts, drei nichtordinierten und zwei ordinierten Synodale.
Sie hat folgende Aufgaben:
- Oberaufsicht über alle kirchlichen Stellen innerhalb der Landeskirche
- Verkündigung der Kirchengesetze
- Erlass von Kirchenverordnungen
- Mitwirkung bei der Besetzung der Pfarrstellen
- Berufung und Ernennung der Pfarrer, Pfarrverwalter und Beamten der Landeskirche
- Erlass von Satzungen

### Leitender Geistlicher
Der leitende Geistliche ist der Landesbischof, der von der Landessynode gewählt wird. Er hat seinen Amtssitz in Wolfenbüttel im Landeskirchenamt. Nach Vollendung seines 65. Lebensjahres tritt der Bischof in der Regel in den Ruhestand.
Als Nachfolger für den im Mai 2014 in den Ruhestand getretenen Landesbischof Friedrich Weber wählte die Landessynode am 23. November 2013 den Theologen Christoph Meyns (* 1962). Er trat das Amt am 1. Juni 2014 an.

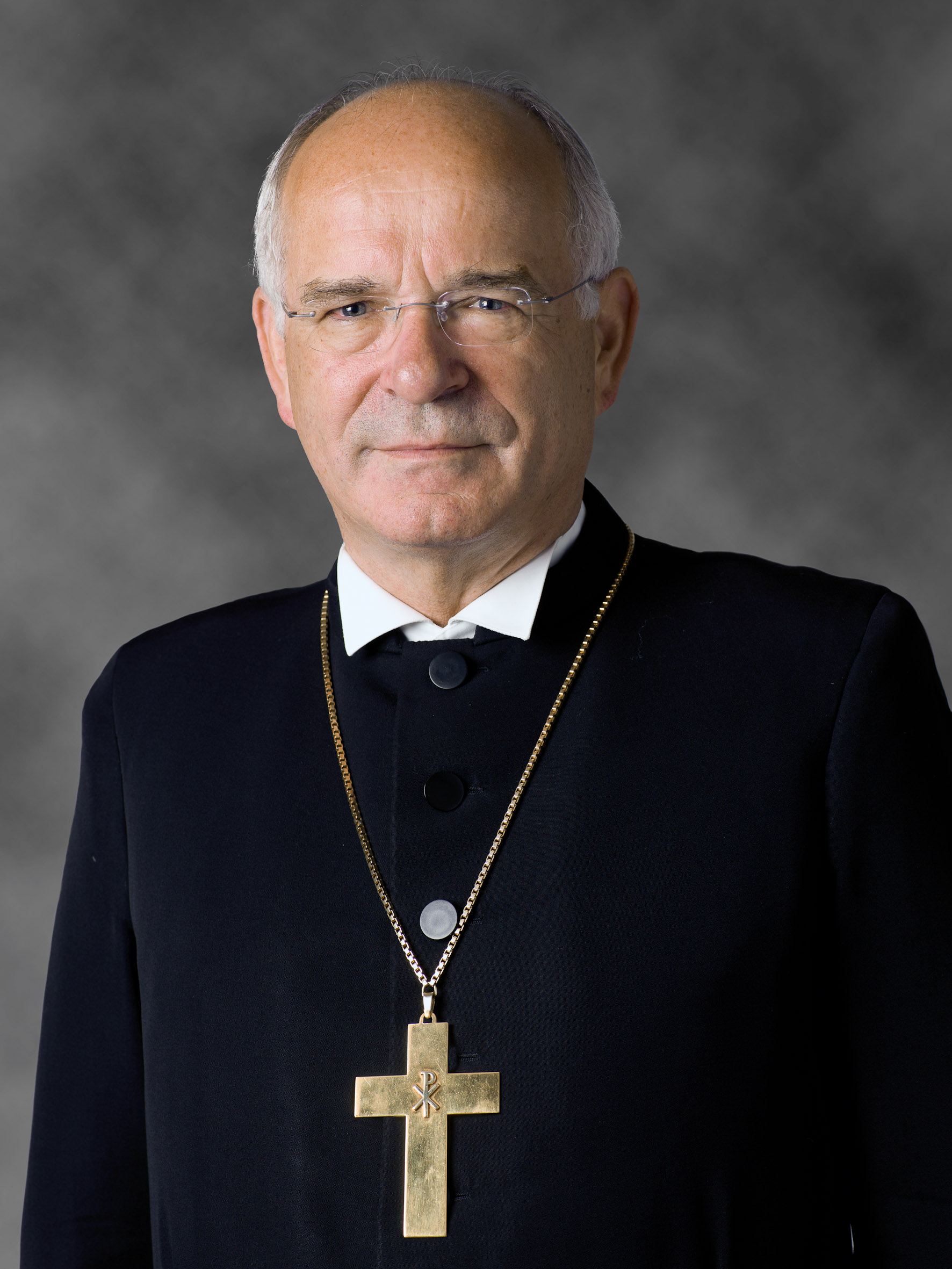
Altbischof Friedrich Weber (2002–2014, † 2015)

Landesbischöfe
| Amtszeit       | Name                            | Bemerkung                |
| -------------- | ------------------------------- | ------------------------ |
| 1923–1933      | Alexander Bernewitz (1863–1935) |                          |
| 1933–1934      | Wilhelm Beye (1903–1975)        | (wurde abgesetzt)        |
| 19340          | Oskar Evers (1889–1961)         | Bevollmächtigter der DEK |
| 1934–1947      | Helmuth Johnsen (1891–1947)     |                          |
| 1947–1965      | Martin Erdmann (1896–1977)      |                          |
| 1965–1982      | Gerhard Heintze (1912–2006)     |                          |
| 1982–1994      | Gerhard Müller (1929–2024)      |                          |
| 1994–2002      | Christian Krause (1940–2024)    |                          |
| 2002–Mai 2014  | Friedrich Weber (1949–2015)     |                          |
| seit Juni 2014 | Christoph Meyns (* 1962)        |                          |

## Verwaltung der Landeskirche
Das Landeskirchenamt ist die oberste Dienstbehörde der Evangelisch-lutherischen Landeskirche in Braunschweig, Der Landesbischof ist Vorsitzender. Das Landeskirchenamt hat folgende Aufgaben:
- Führung der Verwaltung der Landeskirche nach dem geltenden Recht, nach dem Haushaltsplan und den allgemeinen Verwaltungsvorschriften
- Führung der Aufsicht über die Inhaber von kirchlichen Dienststellungen und das kirchliche Vermögen
- Genehmigungsbehörde für Beschlüsse der Organe der Kirchengemeinden und Propsteien
- kirchliche Stiftungsaufsicht

Das Landeskirchenamt ist wie folgt gegliedert:
- Landesbischof: Vorsitzender des Landeskirchenamtes (seit 2014 Christoph Meyns)
- Abteilung 1: Personal
- Abteilung 2: Theologische Abteilung (Oberlandeskirchenrat Thomas Hofer, Stellvertreter des Landesbischofs)
- Abteilung 3: Recht
- Abteilung 4: Finanzen

### Verwaltungshierarchie
In der Verwaltungshierarchie ist die Landeskirche von unten nach oben wie folgt aufgebaut:
- An der Basis stehen die Kirchengemeinden als Körperschaften des öffentlichen Rechts mit gewählten Kirchenvorständen, den Kirchenverordneten und den Pfarrern. Die Kirchenverordneten werden von den Gemeindegliedern gewählt.
- Mehrere Kirchengemeinden bilden zusammen eine Propstei (in der allgemeinen Verwaltung einem Landkreis vergleichbar), an dessen Spitze ein Propst steht. Die Propsteien sind ebenfalls Körperschaften des öffentlichen Rechts und haben als Gremium die Propsteisynode mit einem Propsteivorstand. Die Mitglieder der Propsteisynode werden von den jeweiligen Kirchenverordneten der Kirchengemeinden gewählt.
- Die zwölf Propsteien bilden die Landeskirche (in der allgemeinen Verwaltung dem Bundesland vergleichbar).

Eine mittlere Ebene (in der allgemeinen Verwaltung einem Regierungsbezirk vergleichbar) gibt es in der Evangelisch-lutherischen Landeskirche in Braunschweig nicht.

### Propsteien
- Propstei Gandersheim-Seesen
- Propstei Bad Harzburg
- Propstei Braunschweig
- Propstei Goslar
- Propstei Helmstedt
- Propstei Königslutter
- Propstei Salzgitter-Bad
- Propstei Salzgitter-Lebenstedt
- Propstei Schöppenstedt
- Propstei Vechelde
- Propstei Vorsfelde
- Propstei Wolfenbüttel

### Kirchengemeinden
Die zwölf Propsteien repräsentieren 300 Kirchengemeinden (Stand September 2023).

## Gesangbücher
Die Gemeinden der Evangelisch-lutherischen Landeskirche in Braunschweig singen bzw. sangen in den letzten Jahrzehnten vor allem aus folgenden Gesangbüchern:
- Das singende Zion oder das alte Goslar’sche Gesangbuch in einem Auszuge neu aufgelegt, nebst einigen anderen Gesängen, Goslar, 1853
- Neues Braunschweigisches Gesangbuch nebst einem kurzen Gebetbuche zum öffentlichen und häuslichen Gottesdienste. Mit Hochfürstlich Braunschw. Lüneburg. gnädigstem Special-Privilegio, Braunschweig, mit Regulativ vom 22. Januar 1780 zu Ostern in der Stadt Braunschweig eingeführt
- Gesangbuch für die evangelisch-lutherische Kirche des Herzogtums Braunschweig vom Jahre 1902, Wolfenbüttel, ab 1902
- Evangelisches Kirchengesangbuch – Ausgabe für die evangelisch-lutherischen Kirchen Niedersachsens – Braunschweig – Hannover/Göttingen, mit Rundschreiben vom 10. November 1949 zur Konfirmation 1950 angekündigt
- Evangelisches Gesangbuch – Ausgabe für die Evangelisch-Lutherischen Kirchen in Niedersachsen und für die Bremische Evangelische Kirche, Hannover/Göttingen, eingeführt im Advent 1994

## Mission
Als gemeinsame Einrichtung der ev.-luth. Landeskirchen Hannovers, Braunschweigs und Schaumburg-Lippes pflegt das 1977 gegründete Evangelisch-lutherische Missionswerk in Niedersachsen (ELM) die partnerschaftlichen Beziehungen der braunschweigischen Landeskirche zur Tamil Evangelisch-Lutherischen Kirche in Indien. Sitz des ELM ist Hermannsburg in der Südheide.

## Einrichtungen der Konföderation evangelischer Kirchen in Niedersachsen im Haus kirchlicher Dienste
Die ev.-luth. Landeskirche Braunschweig gehört zu den Trägern der Evangelischen Erwachsenenbildung Niedersachsen (EEB Niedersachsen) und des Kirchlichen Dienstes in Polizei und Zoll der Konföderation evangelischer Kirchen in Niedersachsen. Beide Einrichtungen sind dem Haus kirchlicher Dienste der Landeskirche Hannovers zugeordnet.

## Schließungen von Kirchen
Von Kirchenschließungen ist die Evangelisch-lutherische Landeskirche in Braunschweig, im Gegensatz zu einigen anderen Landeskirchen in Deutschland, bisher kaum betroffen. Zu den wenigen in den vergangenen Jahrzehnten aufgegebenen oder umgenutzten Gotteshäusern gehören folgende Kirchen und Kapellen:
- Goslar, Stadtteil Oker, Paulus-Kirche: 1966 eingeweiht, 2013 entwidmet und abgerissen[10]
- Helmstedt, St.-Georgs-Kapelle: 1322 erbaut, seit den 1970er Jahren Nutzung als Juweliergeschäft[11]
- Helmstedt, Ortsteil Runstedt, Dorfkirche: 1964 geschlossen und abgerissen, weil das Dorf dem Braunkohletagebau weichen musste
- Salzgitter, Stadtteil Lebenstedt, St.-Matthäus-Kirche: 1964–68 erbaut, 2007 geschlossen, 2016 entwidmet und an privat verkauft,[12] zu einer Boxarena des Box Clubs Tigers Salzgitter e. V. umgebaut[13]
- Salzgitter, Stadtteil Salzgitter-Bad, St.-Nikolai-Kirche: bis 1972 kirchlich genutzt, seit 1985 für kulturelle Veranstaltungen genutzt
- Schöningen, Ortsteil Alversdorf, Dorfkirche: 1972 geschlossen und abgerissen, weil das Dorf dem Braunkohletagebau weichen musste